# Paradise Killer
Paradise Killer est un jeu vidéo d'aventure en monde ouvert développé par le studio britannique Kaizen Game Works et édité par Fellow Traveller. Dans celui-ci, le joueur explore Paradise Island tout en essayant de découvrir le coupable d'un meurtre. Le jeu est sorti le 4 septembre 2020 pour Windows et Nintendo Switch,. Le jeu est par la suite sorti le 16 mars 2022 sur PlayStation 4, PlayStation 5, Xbox One et Xbox Series.

## Système de jeu
Paradise Killer est une histoire policière racontée comme un jeu d'aventure en monde ouvert. Le joueur erre dans un monde 3D à la recherche de preuves et d'indices, afin de résoudre plusieurs mystères. Bien que le joueur puisse traduire les personnages en justice à tout moment, il est plus efficace de rassembler plus de preuves afin d'obtenir une condamnation.